# 伊藤太
伊藤 太（いとう ふとし、1949年〈昭和24年〉10月17日 - ）は、日本の政治家。元愛知県春日井市長（4期）。

## 来歴
愛知県春日井市出身。父親は春日井市議会議員の伊藤忍。1973年（昭和48年）3月に中央大学法学部政治学科卒業後、三菱重工業に就職。
1995年（平成7年）5月に春日井市議会議員選挙に立候補し、初当選。2期目に議会運営委員会委員長や総務委員会委員長を務めた。2003年（平成15年）に3選。第48代春日井市議会議長に就任。
2006年（平成18年）5月1日、春日井市長の鵜飼一郎が身体上の理由により辞職。これに伴い同年5月28日に行われた市長選に自民党・民主党・公明党の推薦を受けて立候補。日本共産党公認の元市議の伊藤裕規を破り初当選した。投票率は31.79％。
2010年（平成22年）、前回と同じく共産党公認の伊藤裕規を破り再選。投票率は28.81％。
2014年（平成26年）、3期目の当選。投票率は29.47％。
2018年（平成30年）、4期目の当選。自由民主党、公明党、新政あいちが推薦した。投票率は過去最低の28.62％。
2021年（令和3年）12月13日、次期市長選挙への不出馬を表明。
2022年（令和4年）5月27日、春日井市長の任期満了を迎え市長を退任した。
2024年（令和6年）11月の秋の叙勲において、旭日中綬章を受章した

## 市政
- 2020年（令和2年）6月16日、新型コロナウイルス対策の財源に充てるため、自身と副市長、教育長の8月から2021年（令和3年）3月までの月額給与を10％減額する条例案を市議会定例会に提出した[13][14]。
- 2022年（令和4年）5月1日、性的少数者（LGBTなど）のカップルを婚姻相当とし、その未成年の子供との親子関係も自治体として認める「春日井市パートナーシップ・ファミリーシップ宣誓制度」を導入した[15]。

## 人物
- 剣道教士七段の資格をもつ[16]。市議時代から、父の忍が開いた剣道場「誠武館」で2代目館長を務めており、市長退任後も引き続き指導にあたっている[17]。